# So Good (Halsey)
So Good è un singolo della cantante statunitense Halsey, pubblicato il 9 giugno 2022.

## Pubblicazione
Il 22 maggio 2022 Halsey ha annunciato su TikTok che il suo nuovo singolo era pronto, ma che la sua etichetta discografica non aveva intenzione di pubblicarlo fino a quando non ci fosse stato abbastanza interesse dal pubblico, criticando l'industria musicale per il mancato rispetto della volontà degli artisti. Dopo che il video è diventato virale, il successivo 31 maggio la Capitol Records ha fissato l'uscita di So Good per il 9 giugno.

## Video musicale
Il video musicale di So Good è stato diretto da Alev Aydin, il compagno di Halsey, e pubblicato sul canale YouTube della cantante il giorno successivo all'uscita del singolo.

## Tracce
Testi e musiche di Ashley Frangipane, Sammy Witte e Sarah Aarons.
1. So Good – 2:56

## Classifiche
| Classifica (2022) | Posizione massima |
| ----------------- | ----------------- |
| Canada            | 46                |
| Regno Unito       | 67                |
| Stati Uniti       | 51                |